# Julia Kümpers
Julia Kümpers (* 16. Oktober 1992) ist eine deutsche Leichtathletin.

## Karriere
Mit dem Leichtathletikclub Kronshagen wurde Kümpers 2021 Deutsche Vizemeisterin in der Halbmarathon-Mannschaftswertung. 2022 gewann sie mit dieser Mannschaft die Bronzemedaille. 2024 wurde ihre Mannschaft im Halbmarathon wieder Dritte, im Marathon wurde ihre Mannschaft mit einem neuen deutschen Rekord Erster. 2025 gewann ihre Mannschaft wieder die Silbermedaille im Halbmarathon.
2024 war Kümpers schnellste Frau beim Frankfurter Halbmarathon.